# Ламберт (ведьмак)
Ламберт (пол. Lambert) — персонаж литературного цикла «Ведьмак» польского писателя Анджея Сапковского, охотник на чудовищ, друг Геральта. Герой фильма «На полвека поэзии позже» и второго сезона телесериала «Ведьмак».

## История персонажа
В книгах Анджея Сапковского Ламберт — самый молодой из ведьмаков Каэр Морхена. Он скептик по натуре, и с его лица не сходит неприятная ухмылка. Ламберт с иронией относится к магии в целом и к чародейке Трисс Меригольд в частности. Он играет важную роль в цикле компьютерных игр о ведьмаке (особенно в третьей части), где после боя за Каэр Морхен может погибнуть или начать романтические отношения с чародейкой Кейрой Мец.
Ламберт стал одним из главных героев фанатского фильма «На полвека поэзии позже», где его сыграл польский актёр Мариус Дрэжек. Этот персонаж появился и во втором сезоне американского телесериала «Ведьмак», где его сыграл Пол Бульон. Однако Ламберт появился только в нескольких сценах и затерялся на фоне других персонажей. Критики отмечают, что он совсем не похож на книжного Ламберта.